# Santuarios y templos de Nikkō
Los Santuarios y templos de Nikkō son un Patrimonio de la Humanidad declarado por la Unesco, que abarca 103 edificios o estructuras y el entorno natural que los rodea. Están situados en Nikkō, Prefectura de Tochigi, en el interior de la región japonesa de Kantō. Los edificios pertenecen a dos santuarios sintoístas (el Santuario Futarasan y el de Tosho-gu) y un templo budista (el de Rinno-ji). Nueve de dichas estructuras han sido designadas como los Tesoros Nacionales de Japón, mientras que los restantes 94 son importantes Bienes Culturales.
El conjunto cultural "Santuarios y templos de Nikkō" fue nombrado como Patrimonio de la Humanidad por la Unesco en 1999.

## Conjuntos protegidos

### Santuario Futarasan
Las 23 estructuras del Santuario Futarasan están incluidas en la nominación. Todas están registrados como importantes Bienes Culturales. Ellas son:
| Nombre                                        | Comentarios                                                                                | Período              | Fotografía |
| --------------------------------------------- | ------------------------------------------------------------------------------------------ | -------------------- | ---------- |
| Honden                                        | Edificio principal la consagración de las tres deidades del Santuario Futarasan.           | 1619                 |            |
| Karamon                                       | Puerta en el frente de Hoden.                                                              | Período Edo temprano |            |
| Wakimon                                       | Puerta del Sukibe.                                                                         | Período Edo temprano |            |
| Sukibe                                        | Techado de la pared que encierra el Honden.                                                | Período Edo temprano |            |
| Haiden                                        | Pasillo de adoración.                                                                      | 1645                 |            |
| Torii                                         | Torii de cobre que marca la entrada al santuario.                                          | 1799                 |            |
| Shinkyō                                       | Puente arqueado de madera.                                                                 | 1904                 |            |
| Betsugū Taki-no-o-jinja Honden                | Edificio de consagración Tagorihime no Mikoto.                                             | 1713                 |            |
| Betsugū Taki-no-o-jinja Karamon               | Puerta de la Betsugū Taki-no-o-jinja Honden.                                               | 1740                 |            |
| Betsugū Taki-no-o-jinja Haiden                | Pasillo de adoración.                                                                      | c. 1713              |            |
| Betsugū Taki-no-o-jinja Rōmon                 | Puerta a la Betsugū Taki-no-o-jinja.                                                       | 1697                 |            |
| Betsugū Taki-no-o-jinja Torii (3 estructuras) | Torii de piedra en el acercamiento a la Betsugū Taki-no-o-jinja que marca el área sagrada. | 1696, 1779           |            |
| Betsugū Hongū-jinja Honden                    | Edificio de consagración Ajisukitakahikone no Mikoto.                                      | 1685                 |            |
| Betsugū Hongū-jinja Karamon                   | Puerta frente a la Betsugū Hongu-jinja Honden.                                             | c. 1685              |            |
| Betsugū Hongū-jinja Sukibe                    | Techado de la pared que encierra el Betsugū Hongu-jinja Honden.                            | c. 1685              |            |
| Betsugū Hongū-jinja Haiden                    | Pasillo de adoración.                                                                      | 1685                 |            |
| Betsugū Hongū-jinja Torii                     | Torii de piedra en el acercamiento a la Betsugū Hongu-jinja que marca el área sagrada.     | 1800                 |            |
| Shin-yosha                                    | Almacén de mikoshi, santuarios portátiles.                                                 | 1641                 |            |
| Daikokuden                                    | Edificio de consagración Ōkuninushi no Mikoto.                                             | 1745                 |            |
| Massha Mitomo-jinja Honden                    | Edificio de consagración Sukunabikona no Mikoto.                                           | c. 1751–1761         |            |
| Massha Hie-jinja Honden                       | Edificio de consagración Ōyamakui no Mikoto.                                               | c. 1648–1651         |            |

### Tōshō-gū
Los 42 edificios del santuario de Tosho-gu se incluyen en la candidatura. Ocho estructuras se registran los tesoros nacionales de Japón y 34 son importantes Bienes Culturales.
| Nombre                         | Comentarios | Período              | Fotografía |
| ------------------------------ | --- | -------------------- | ---------- |
| Honden, Ishinoma, Haiden       | Honden: Edificio de la consagración de la imagen divinizada de Tokugawa Ieyasu, Tōshō Daigongen. Ishinoma: Cámara de conectar a Honden y Haiden. Haiden: Sala de culto.                                                            | 1636                 |            |
| Shōmen Karamon                 | Puerta en el frente de Haiden. Tercera puerta. | 1636                 |            |
| Haimen Karamon                 | Puerta detrás de Honden. | 1636                 |            |
| Tōzai Sukibe                   | Techado de la pared que encierra Honden, Ishinoma y Haiden. | 1636                 |            |
| Yōmeimon                       | Puerta de dos pisos. Segunda puerta. | 1636                 |            |
| Tōzai Kairō y Kugurimon        | Techado cerrado que encierra los edificios de los santuarios. | 1636                 |            |
| Kamishamusho                   | Edificio para servicios Shinto. | 1636                 |            |
| Kaguraden                      | Edificio para el ritual de Kagura. | Período Edo temprano |            |
| Shin-yosha                     | Almacén de mikoshi, santuarios portátiles. | 1636                 |            |
| Shōrō                          | Campanario | 1636                 |            |
| Korō                           | Almacén para la batería. | 1636                 |            |
| Honjidō                        | Edificio consagración de Yakushi, el Buda de la Sanación. | 1636                 |            |
| Kyōzō                          | Almacén para sutras. | 1636                 |            |
| Kamijinko                      | Almacén. | Período Edo temprano |            |
| Nakajinko                      | Almacén. | Período Edo temprano |            |
| Shimojinko                     | Almacén. | Período Edo temprano |            |
| Mizuya                         | Edificio de piedra que alberga el depósito de agua. | 1636                 |            |
| Shinkyū                        | Establo de los caballos sagrados. | 1636                 |            |
| Omotemon                       | Primera puerta. | 1636                 |            |
| Gojūnotō                       | Cinco pisos de pagoda. | 1818                 |            |
| Ishidorii                      | Torii de piedra próxima al frente | 1618                 |            |
| Sakashitamon                   | Puerta a la entrada de la Okusha. | 1636                 |            |
| Okusha Hōtō                    | Edificio de la consagración de los restos de Tokugawa Ieyasu. | 1683                 |            |
| Okusha Karamon                 | Puerta delante de Hōtō. | 1650                 |            |
| Okusha Ishitamagaki            | Pared de piedra que encierra la Okusha. | Período Edo temprano |            |
| Okusha Haiden                  | Sala de culto. | 1636                 |            |
| Okusha Dōjinko                 | Almacén de los tesoros. | 1654                 |            |
| Okusha Torii                   | Torii de cobre aproximado al frente a la Okusha. | c. 1683              |            |
| Okusha Sekisaku                | Piedra a modo de valla a lo largo del enfoque frontal. | Período Edo temprano |            |
| Kariden Honden, Ainoma, Haiden | Honden: Edificio de la consagración de la imagen divinizada de Tokugawa Ieyasu, Tōshō Daigongen en el caso de las obras de reparación en el Honden principal. Ainoma: Edificio que conecta Honden y Haiden. Haiden: Sala de culto. | 1639                 |            |
| Kariden Karamon                | Puerta frente al Kariden Honden. | Período Edo temprano |            |
| Kariden Sukibe                 | Techado de la pared que encierra el Honden Kariden. | Período Edo temprano |            |
| Kariden Wakimon                | Puerta en el Kariden Sukibe. | Período Edo temprano |            |
| Kariden Torii                  | Torii de cobre próximo al frente de Kariden Honden. | Período Edo temprano |            |
| Kariden Shōrō                  | Campanario. | Período Edo temprano |            |
| Otabisho Honden                | Edificio usado en el festival Togyosai. | 1685                 |            |
| Otabisho Haiden                | Sala de culto usada en el festival Togyosai. | c. 1685              |            |
| Otabisho Shinsenjo             | Edificio donde se prepara comida sagrada durante el festival Togyosai. | c. 1685              |            |
| Kyūokusha Karamon              | Puerta de Piedra de la Kyūokusha. Reconstruida en una nueva ubicación después de su destrucción en un terremoto. | 1641                 |            |
| Kyūokusha Torii                | Torii del Kyūokusha. Reconstruida en una nueva ubicación después de su destrucción en un terremoto. | 1641                 |            |

### Rinnō-ji
Los 38 edificios del templo de Rinno-ji se incluyen en la candidatura. Una estructura, que comprende la Honden, Ainoma y Haiden del Mausoleo Taiyuin, es una marca registrada del Tesoro Nacional de Japón y 37 son importantes Bienes Culturales.
| Nombre                                                      | Comentarios | Período              | Fotografía |
| ----------------------------------------------------------- | --- | -------------------- | ---------- |
| Hon-dō (Sanbutsudō)                                         | Sala de Buda. | 1647                 |            |
| Sōrintō                                                     | Sutra de cobre repositorio de torre. | 1643                 |            |
| Hombō Omotemon                                              | Puerta frontal de Hombō. | Período Edo medio    |            |
| Kaizandō                                                    | Salón del fundador, dedicado al sacerdote Shōdō. | c. 1720              |            |
| Jōgyōdō                                                     | Salón de Buda consagrado Amida Nyorai. | 1649                 |            |
| Hokkedō                                                     | Salón de Buda consagrado Shaka Nyorai. | 1649                 |            |
| Jōgyōdō Hokkedō Watarirō                                    | Corredor techado entre Hokkedō y Watarirō. | 1649                 |            |
| Jigendō Byōdō                                               | Edificio de la consagración de los restos el sacerdote Tenkai.                                                                                          | Período Edo temprano |            |
| Jigendō Haiden                                              | Edificio para el culto Jigendō. | 1649                 |            |
| Jigendō Kyōzō                                               | Almacén para los documentos recolectados por el sacerdote Tenkai.                                                                                       | Período Edo temprano |            |
| Jigendō Shōrō                                               | Campanario. | Período Edo temprano |            |
| Jigendō Amidadō                                             | Salón de Buda consagrado Amida Nyorai. | Período Edo temprano |            |
| Kodamadō                                                    | Salón de Buda consagrado Kodama. | Período Edo temprano |            |
| Gohōtendō                                                   | Salón de Buda consagrado Bishamonten, Benzaiten y Daikokuten.                                                                                           | c. 1615–1623         |            |
| Kannondō                                                    | Salón de Buda consagrado Kanzeon Bosatsu (Avalokiteśvara Kṣitigarbha).                                                                                  | 1685                 |            |
| Sanjūnotō                                                   | Pagoda de tres pisos. | 1685                 |            |
| Mausoleo Taiyuin (Taiyū-in Reibyō): Honden, Ainoma y Haiden | Honden: Edificio consagrado Taiyū-in, deificación de la imagen de Tokugawa Iemitsu. Ainoma: Cámara que conecta Honden y Haiden. Haiden: Salón de culto. | 1653                 |            |
| Taiyū-in Reibyō Karamon                                     | Puerta en el frente de Taiyū-in Reibyō. | 1653                 |            |
| Taiyū-in Reibyō Mizugaki                                    | Techado de la pared que encierra el Taiyū en Reibyō Honden y otras estructuras.                                                                         | 1653                 |            |
| Taiyū-in Reibyō Wakamon                                     | Puerta del Taiyū-in Reibyō Mizugaki. | 1653                 |            |
| Taiyū-in Reibyō Gokūsho                                     | Construcción utilizada para la preparación del alimento sagrado.                                                                                        | 1653                 |            |
| Taiyū-in Reibyō Gokūsho Watarirō                            | Pasillo cubierto entre el Honden y Gokūsho. | 1653                 |            |
| Taiyū-in Reibyō Yashamon                                    | Tercera puerta. | 1653                 |            |
| Taiyū-in Reibyō Yashamon Sayū Kairō                         | Pasillo cubierto en ambos lados de la Yashamon. | 1653                 |            |
| Taiyū-in Reibyō Shōrō                                       | Campanario. | 1653                 |            |
| Taiyū-in Reibyō Korō                                        | Almacén para las baterías. | 1653                 |            |
| Taiyū-in Reibyō Nitemmon                                    | Segunda puerta. | 1653                 |            |
| Taiyū-in Reibyō Saijō                                       | Lavatorio de uso ritual. | 1653                 |            |
| Taiyū-in Reibyō Mizuya                                      | Columna de piedra construida que alberga el depósito de agua.                                                                                           | 1653                 |            |
| Taiyū-in Reibyō Hōko                                        | Almacén. | 1653                 |            |
| Taiyū-in Reibyō Niōmon                                      | Primera puerta. | 1653                 |            |
| Taiyū-in Reibyō Kōkamon                                     | Puerta en la entrada de Taiyū-in Reibyō Oku-in. | 1653                 |            |
| Taiyū-in Reibyō Dōzutsumi Hōzō                              | Almacén de chapado en cobre. | 1653                 |            |
| Taiyū-in Reibyō Oku-in Hōtō                                 | Edificio de la consagración de los restos de Tokugawa Iemitsu.                                                                                          | 1653                 |            |
| Taiyū-in Reibyō Oku-in Inukimon                             | Puerta de cobre en el frente de Hōtō. | 1653                 |            |
| Taiyū-in Reibyō Oku-in Haiden                               | Salón de culto. | 1653                 |            |
| Taiyū-in Reibyō Bettōsho Ryūkō-in                           | Edificio principal de Taiyū-in. | Período Edo medio    |            |

### Paisaje cultural
Incluidas en la propuesta están las laderas de las montañas boscosas, en las que los edificios se encuentran. El bosque de cedros dominante se plantó en el siglo XVII durante la construcción del santuario de Tosho-gu. El área donde se encuentran los edificios ha sido designado como "Sitio Histórico". Otras partes del paisaje cultural están protegidos dentro del Parque Nacional de Nikkō.